# Erchingen
Erchingen ist der alte Name einer Ortschaft auf dem heutigen Gebiet der Stadt Frauenfeld im Schweizer Kanton Thurgau. Sie gliedert sich in die zwei Teile Kurzdorf (früher Kurzenerchingen) (47,56° N; 8,89° O) und Langdorf (früher Langenerchingen) (47,56°N; 8,90° O), die beide später eigene Ortsgemeinden, jetzt Quartiere Frauenfelds bilden.

## Geschichte
Der Name wird 813 erstmals erwähnt (Actum in Erichingen) und setzt sich zusammen aus ahd. Ericho, einem verkürzten zweigliedrigen Personennamen, der als erstes Element das Substantiv êra ‚Ehre, Würde, Ansehen‘ enthält, und dem Ortsnamensuffix -ing- (etwa ‚bei den Leuten des Genannten‘).
889 bestätigte der ostfränkische König Arnulf von Kärnten Erchingen als Eigentum des Klosters Reichenau. Seit dem 13. Jahrhundert gehörte es zum Amt Frauenfeld und später bis 1798 zum Stadtgericht.